# Anticollix
Anticollix là một chi bướm đêm thuộc họ Geometridae.

## Các loài tiêu biểu
- Anticollix sparsatus (Treitschke, 1828)